# Christian Töns
Christian Töns (* 13. Januar 1958; † 17. November 2008) war ein deutscher Chirurg. Er galt als einer der Wegbereiter der chirurgischen Onkologie.

## Leben
Töns legte 1977 das Abitur am Adolfinum Moers ab und studierte Humanmedizin an der Universität Düsseldorf. Nach seiner Promotion (summa cum laude) zum Dr. med. an der Universität Düsseldorf bei Wolfgang Bircks mit der Arbeit „Vergleichende tierexperimentelle Untersuchungen zur Verwendbarkeit synthetischer resorbierbarer Nahtmaterialien (Polyglykolsäure, Polydioxanon) in der Herz- und Gefäßchirurgie“ wurde er 1984 als Arzt approbiert. Nach Tätigkeiten als Assistenzarzt erhielt er 1991 die Gebietsanerkennung „Arzt für Chirurgie“, ab 1997 mit der Vertiefung „Chirurgische Intensivmedizin“. 1997 habilitierte er sich an der Medizinischen Fakultät der RWTH Aachen mit der Schrift „Intraoperative Diagnostik und Vitalitätsprognose akuter mesenterialer Durchblutungsstörungen“. 2000 wurde er in Aachen zum Leitenden Oberarzt ernannt mit den Schwerpunkten Viszeralchirurgie und Thoraxchirurgie. 2002 wurde er Chefarzt der Chirurgischen Klinik des St.-Franziskus-Hospitals in Köln, ab 2003 Chefarzt der Klinik für Allgemein-, Gefäß- und Viszeralchirurgie im Marien-Hospital Düsseldorf.
Töns hielt zahlreiche Patente für innovative und intraoperative Verfahren. Neben vielen Vortragspreisen erhielt er 1992 den Förderpreis für Chirurgische Intensivmedizin der Deutschen Gesellschaft für Chirurgie. Er war unter anderem Mitglied der Deutschen Gesellschaft für Chirurgie. 2002 wurde er in das Editorial Board der Zeitschrift Hernia berufen. Am 17. November 2008 erlag er während der Arbeit einem akuten Herzversagen.

## Schriften
- Christian Töns, Volker Schumpelick: Chirurgische Notfall- und Intensivmedizin,  Thieme Stuttgart 1997, ISBN 3432273312